# Marion Barron
Marion Barron (28 maart 1958) is een Britse actrice die geboren werd in Nigeria, maar opgroeide in Dumfries, Schotland. Ze is in Nederland eigenlijk alleen maar bekend als de vrouw van de dominee in de comedyserie Keeping Up Appearances (vertaald als Schone Schijn), waarin ze bij elkaar in acht afleveringen te zien was. Sindsdien is er weinig van haar vernomen.
Wel speelde ze in 1990 een rolletje in het tv-drama Children Crossing, geproduceerd door de BBC.

## Filmografie
- Keeping Up Appearances televisieserie - The Vicar's Wife (8 afl., 1990-1995)
- Children Crossing (televisiefilm, 1990) - Zuster